# Елизавета Штольберг-Россла
Елизавета Штольберг-Россла (23 июля 1885 — 16 октября 1969) — принцесса Штольберг-Россла, в обоих браках — герцогиня Мекленбург-Шверинская.

## Биография
Дочь Боте, принца Штольберг-Россла из рода Штольбергов и принцессы Хедвиги Изенбург-Бюдингенской.
Вышла замуж 15 декабря 1909 года за герцога Иоганна Альберта Мекленбургского. Принцесса стала его второй женой после смерти его первой жены принцессы Елизаветы Сибиллы Саксен-Веймар-Эйзенахской. После смерти мужа в 1920 году Елизавета вышла замуж за единокровного брата её первого мужа Адольфа Фридриха Мекленбург-Шверинского.
Умерла 16 октября 1969 года, через два месяца после смерти второго мужа. Детей в обоих браках не было.